# 갈리폴리 전역
갈리폴리 전역(The Gallipoli campaign, Turkish: Gelibolu Muharebesi, Çanakkale Muharebeleri or Çanakkale Savaşı) 은 제 1차세계대전 당시 영국, 프랑스 연합군이 오스만 제국에 대항하여 벌인 '다르다넬스 해전', '갈리폴리 상륙작전'이 발생한 전역을 의미한다.
연합군(영국, 프랑스, 러시아)은 1915년 2월 19일과 2월 25일, 3월 25일에 각각 다르다넬스 해협의 튀르키예군 포대를 포격했으나 튀르키예군의 반격과 기뢰 등으로 인해 3척의 함대가 격침되고, 3척이 대파되었다.
이로 인해 총책임자 윈스턴 처칠이 총관직에서 물러나고 영국 해군의 피셔 제독도 사임했다. 이에 연합군은 새로 임명된 영국의 I. 해밀턴 장군의 지휘 아래에 4월 25일에 오스트레일리아와 뉴질랜드를 주축으로 한 영연방 및 프랑스군 7만 명을 갈리폴리에 상륙시켰다.
하지만 독일 제국의 오토 리만 폰 산더스 장군이 이끄는 독일군과 무스타파 케말 아타튀르크 휘하 튀르키예군의 공격으로 실패했다. 또 튀르키예군의 병력을 잘못 파악하여 오스트레일리아 병사가 8,587명이나 전사하고 1만 9367명이 부상을 당했는데 연합군 총사상자는 25만 명에 달했으며 튀르키예군도 21만 명의 사상자를 냈다.

## 배경

### 그레이트 게임
그레이트 게임(The Great Game, 1813~1907)은 1813년부터 1907년까지 이어진 대영제국과 러시아 제국의 전략적 경쟁을 의미한다. 중앙아시아에서 인도까지, 그리고 흑해 연안에서 극동을 아우르는 유라시아까지 그 패권을 두고 경쟁을 벌였다. 이 경쟁에서 러시아는 중앙아시아로 남하하여 인도양의 부동항을 확보하는 것이었고, 영국은 이러한 러시아의 남하를 저지하는 것이었다. 그러나 1907년 이후 영국과 러시아는 경쟁을 끝내고 독일 제국에 대항하는 데 초점을 두었다.
오스만 제국은 중립을 표방하면서 영국, 프랑스에게 차관을 받으며, 독일로부터는 군사고문단을 파견받아 육군의 근대화를 이루는 등 강대국의 세력 사이에서 중립적인 외교를 펼치고 있었다. 그러나 독일이 러시아, 영국에 대항하며 1차 세계대전이 발발하며 오스만 제국의 중립외교는 깨지게 된다.

### 제 1차 세계 대전
1914년 6월 28일 사라예보 사건으로 동맹국(대영제국, 프랑스, 러시아 제국)이 독일, 오스트리아-헝가리 세력에 대항하여 전쟁이 발발하게 된다. 오스만 제국은 이 전쟁에서 중립을 선포했으나, 이후 독일의 편에 서게 되었다.

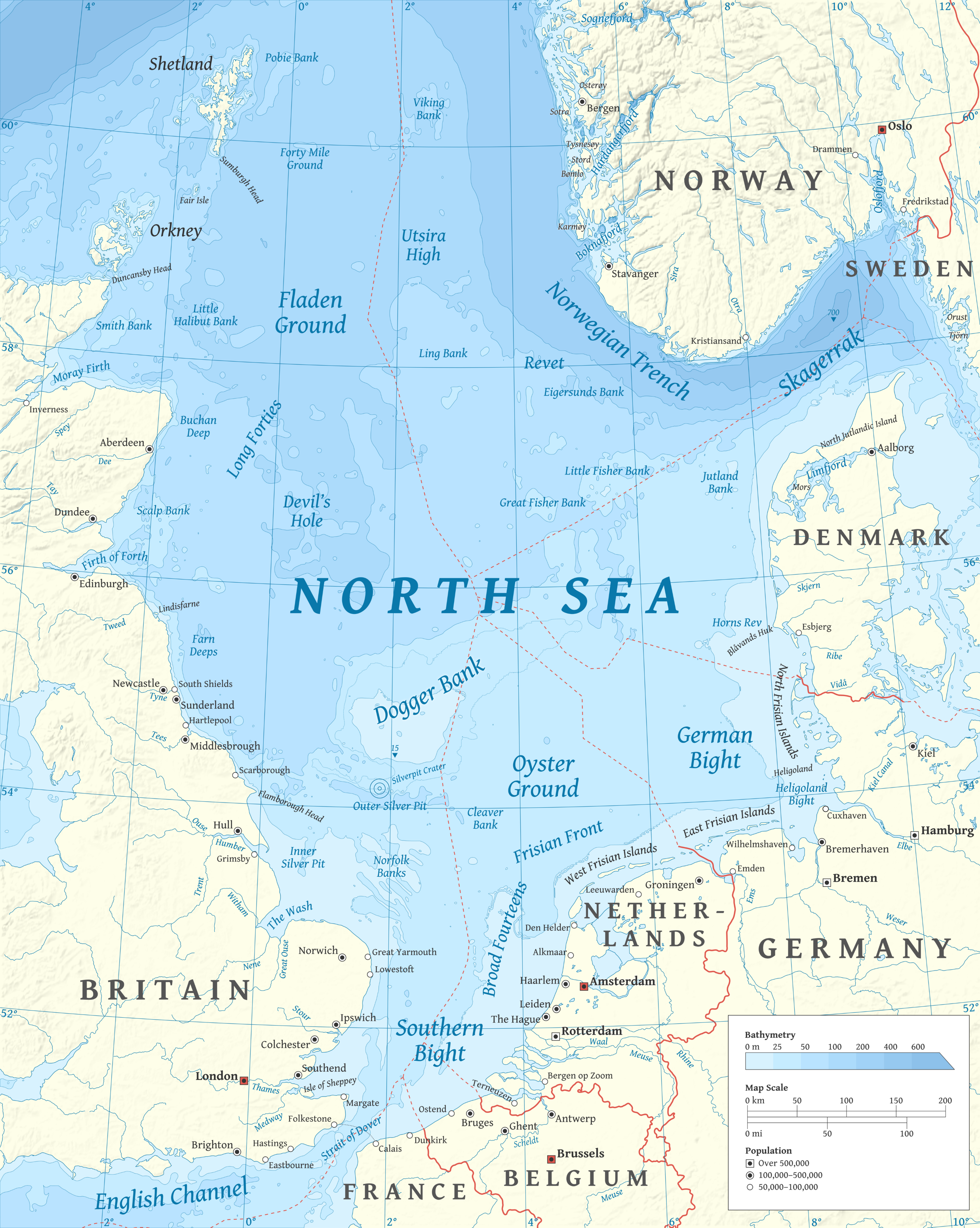
북해 지형

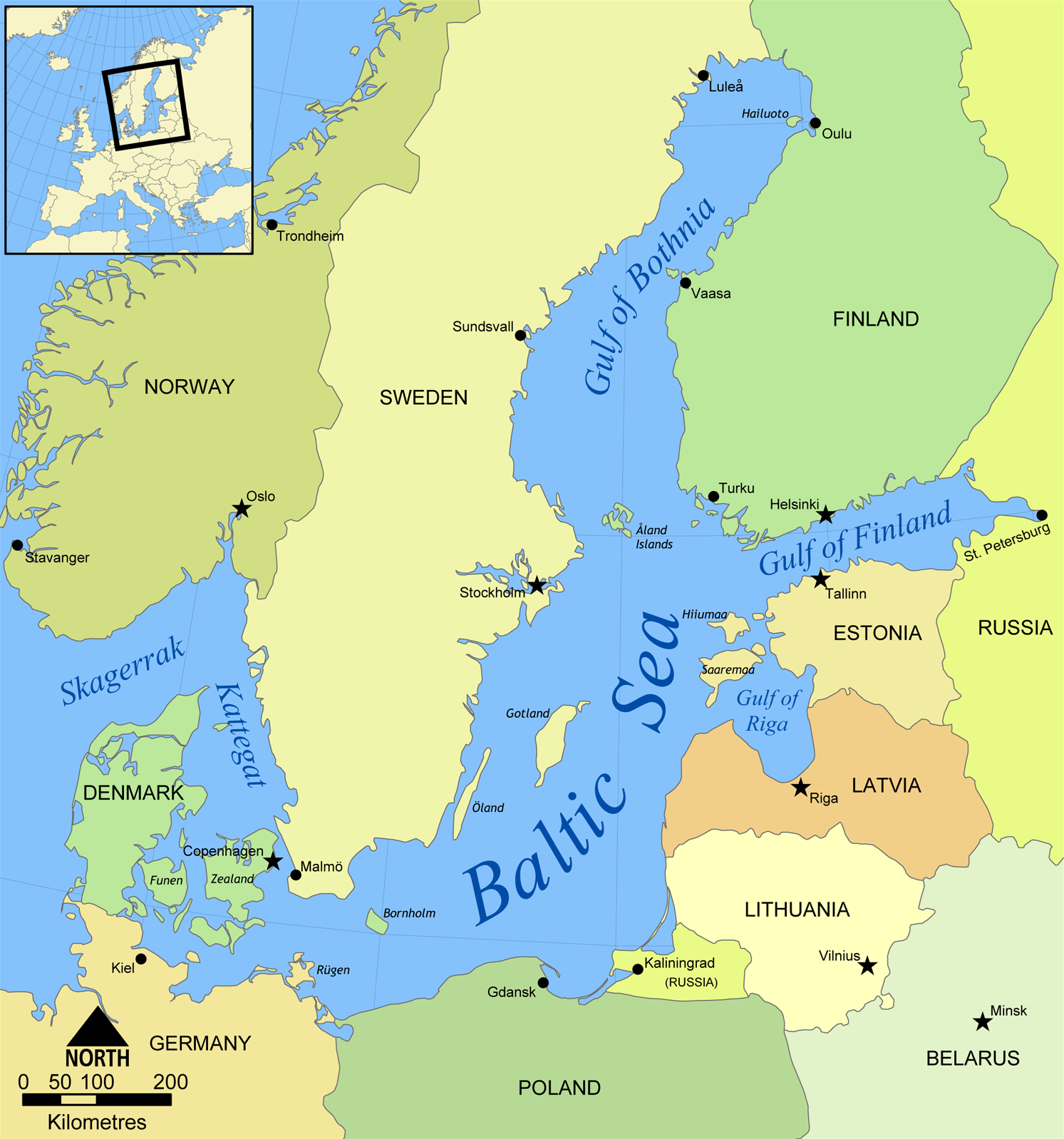
발트해 지형

### 다르다넬스로의 선택
1차 세계대전의 지도를 보면, 독일과 오스트리아-헝가리는 서쪽으로는 영국과 프랑스, 동쪽으로는 러시아와 인접해있어 영국을 비롯한 동맹국이 독일 세력에 승리하기 위해서는 러시아로부터의 동쪽에서의 독일에 대한 견제가 반드시 필요했고, 이를 위해서 영국군은 러시아군에게 군수물자 등을 지원하고자 했다. 그러나 독일과 오스트리아-헝가리가 영국, 프랑스에서부터 러시아에 이르는 유럽대륙의 모든 육로를 중간에서 차단해버렸기 때문에, 동맹국은 바다를 통해 러시아를 지원하고자 하였다. 이 작전에서 처음으로 후보로 고려된 바닷길은 약 3가지 길이 존재했다.
1. 북해를 통한 지원
2. 발트해를 통한 지원
3. 흑해를 통해 갈리폴리로의 진입

북해는 파도가 험난하며 겨울에는 바다가 얼어버리기 때문에 적합하지 못하다고 판단되었으며, 발트해는 해협이 매우 좁으며 독일군이 이미 주둔하였기에 선정에서 제외되었다. 3가지 구상 중 3번째 흑해를 통한 갈리폴리로의 진입이 가장 효율적이라고 판단한 영국군은 갈리폴리 지역을 사용하기 위해 오스만 제국을 본인의 편으로 영입하려 했으나, 이전에 이미 독일과 군사적으로 두터운 관계를 가졌던 오스만 제국은 중립을 포기하고 독일과 함께하게 된다. 그러나 갈리폴리로의 진입을 포기하지않은 영국군은 갈리폴리 상륙, 이스탄불 점령을 통한 흑해의 해상운용권을 얻으려 했고, 이를 위해서 다르다넬스 해협을 통해 갈리폴리 진입, 그 후 이스탄불까지의 점령을 목표로 하였다.

## 다르다넬스 해전
다르다넬스 해협은 입구의 폭이 약 3.7km이고 흑해에서 에게해로 급류가 흐른다. '헬레스 곶'에서 Marmara해까지의 거리는 약 66km이다. 해협의 가장 좁은 부분은 1,500m상류로 약 23km이며 여기서 해협은 북쪽으로 회전하여 '나가라' 지점까지 6.4km정도로 넓어진다.
기본적으로 해협의 폭이 굉장히 좁고, 급류가 흘러 물살이 빨리지는 자연환경으로인해 오스만 제국에서는 이곳을 '요새'라고 불렀다. 다르다넬스 해협을 가운데에 놓고 양옆에 해상 방어 요새를 만들어 다르다넬스 해상의 방어 전선을 형성했다. 구체적으로 에게해에서 '차낙'으로 흘러가는 해협 양쪽에 방어요새가 건설되어있어 약 6.4km의 방어선이 구축되어있다.

### 해협으로의 진격
1914년 12월 러시아가 카르파티안 산맥에서 오스만 제국의 공격으로 고전을 면치 못하면서 도움을 요청했고, 이에 영국은 '사크빌 카르당' 해군중장의 지휘하에 영국-프랑스 합동함대를 다르다넬스로 급파하여 다르다넬스를 공략하기로 했다.

#### 1915년 2월 17일
영국의 아크 로얄의 수상 비행기가 다르다넬스 해협 상공에서 정찰 출격을 시작했다. 첫 공격은 이틀 후, 영국의 퀸 엘리자베스 호를 포함한 영국-프랑스의 함선들이 해안에 장거리 포격을 시작하면서 해전이 시작되었다. 2월 25일까지 해협 입구에 깔려있던 기뢰들이 제거되며 영국 왕립해병대는 해안에 존재하는 대포를 제거하기 위해 상륙하여 포대로 이동했다. 이후 본격적으로 해협에 진입하기 위해 영국 해군은 '지뢰제거함(minesweeper)'을 해협으로 파견하였다. 그러나 오스만 제국 포대의 적극적인 견제로 인해 어려움을 겪자, 처칠은 영국 해군 함대의 공세를 재촉했다. 동시에 다르다넬스 요새의 해안 포대의 탄약이 바닥나고 있다는 독일의 무전 내용을 갈취한 연합국은 본격적인 해협으로의 진격을 준비했다.

#### 1915년 3월 18일

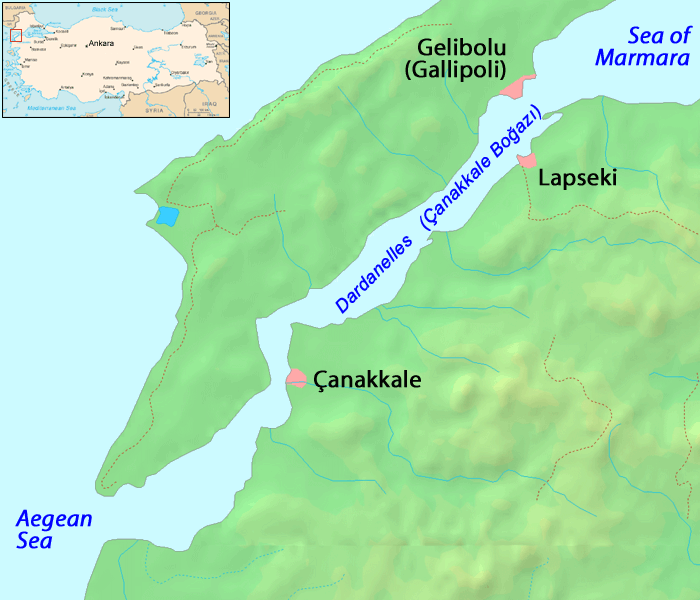
다르다넬스의 근접 지형도

연합군 함대는 다르다넬스 해협의 통로를 강제로 개방하기 위해 전함 18척과, 순양함, 및 구축함으로 구성된 연합국의 함대는 폭 약 1.6km의 다르다넬스 해협의 가장 좁은 지점에서부터 공격을 시작했다. 함포를 발사하여 요새를 타격했으나 효과는 적었다. 포격을 하는 동안 오스만 제국 측의 요새는 고요했으나, 연합국의 전함이 가까이 오자 포격이 시작되었다. 또한 오스만 제국은 연합국의 함대들이 다니는 목에 기뢰를 미리 설치해놓으며 연합국을 더욱 압박했다.오스만 제국의 반격으로 연합국의 함대가 손상됨에도 우선적으로 해협의 기뢰를 제거하기 위해 기뢰제거함이 투입되었다. 그러나 이 기뢰들은 기뢰제거함에도 탐지되지 않았다. 이로 인해 프랑스 전함이었던 '부베(bouvet)'는 기뢰가 터지며 전복되었고, 영국의 전함인 '이리지스터블(HMS-irresistible)', 또 다른 전함인 '인플렉서블(HMS-inflexible)'은 심하게 손상이 되어 작전에서 철수했다. 영국-프랑스 연합함대는 결국 함정의 1/3을 잃었으나 얻은 것은 아무것도 없었다. 이러한 다르다넬스 해협에서의 해전의 패배는 갈리폴리 지상작전 전개에 영향을 미쳤다.

## 갈리폴리 상륙작전

### 연합군의 상륙작전의 준비

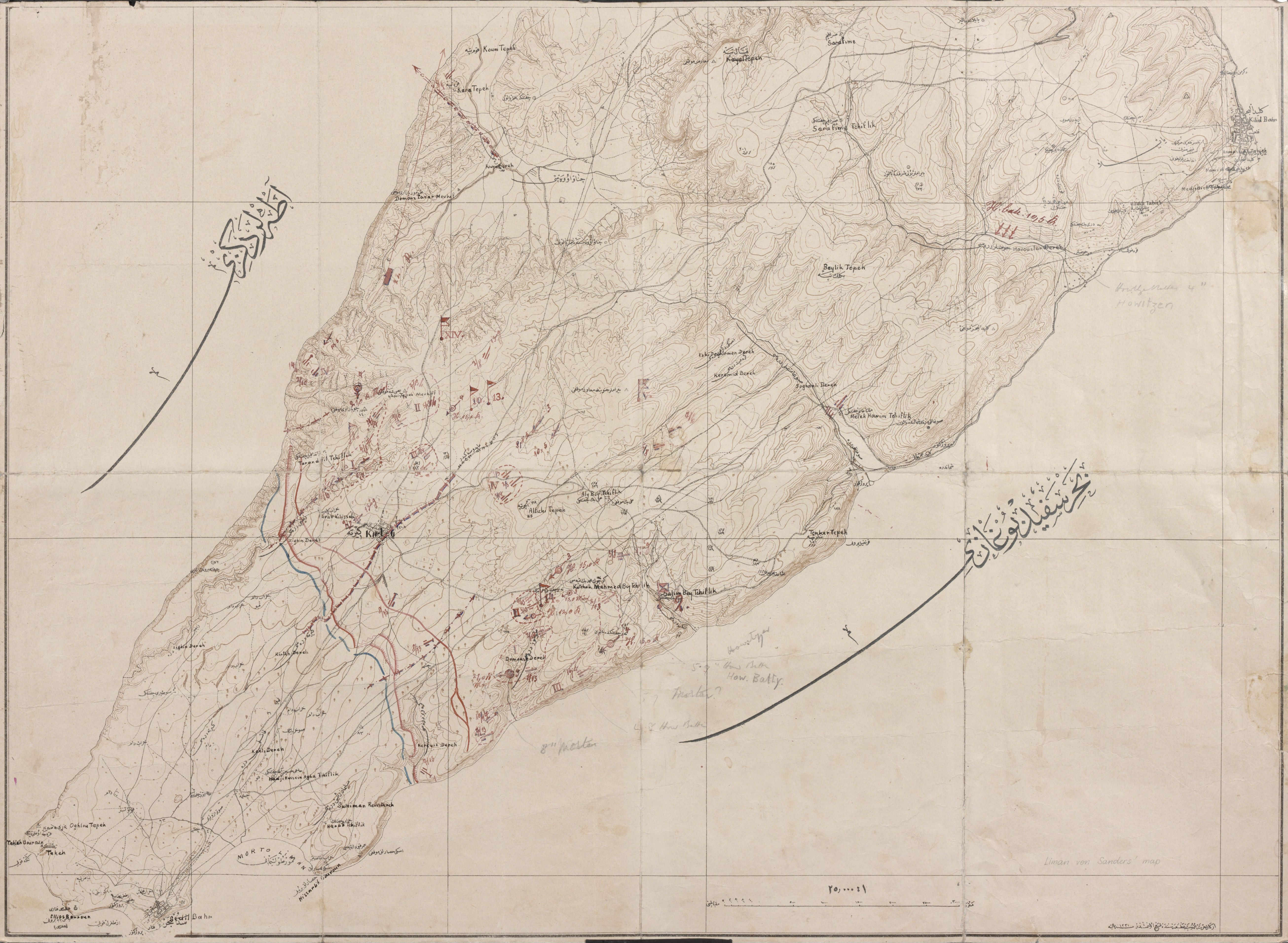
'Helles 곶'에서부터 크리시아까지의 지도

연합군은 이전부터 순전히 해군으로만 원래 의도했던 공격계획에 대해서 머뭇거리게 되었다. 영국정부가 전략적으로 혼동을 한 것은 정치인들이 종전에 해왔던 무작위적인 해상개입과는 달리 현재 유럽에서 진행되고 있는 대륙전쟁 참전의 영향을 이해할 능력이 없음을 보여주게 된 것이다. 이후 영국군 제 29사단을 중심으로 호주-뉴질랜드의 연합군 군단(ANZAC)과 영국해군사단(RND)가 모여 이안 해밀턴 대장의 지휘하에 들어가게 되었고, 해밀턴 장군은 갈리폴리 반도로의 상륙작전을 통해 다르다넬스 해협을 감제하는 '킬리드 바흐르' 고원을 확보하는 것을 목표로 결정했다.
중요한 것은 지형적으로 협소하여 방어하는 측에 유리한 갈리폴리 반도에서 상륙작전을 어떻게 수행할 것인가에 대한 고민이었다. 더군다나 지중해 원정군(MEF)이 집결해서 작전을 준비하는데 지연이 불가피했기에, 더 지연시킬 경우에는 터키 군은 방어강도를 보강하게 될 가능성이 높았다. 따라서 그는 오스만 제국에 기만작전을 시도하여 이후 전술에 우위를 가져가려는 전략을 사용했다.

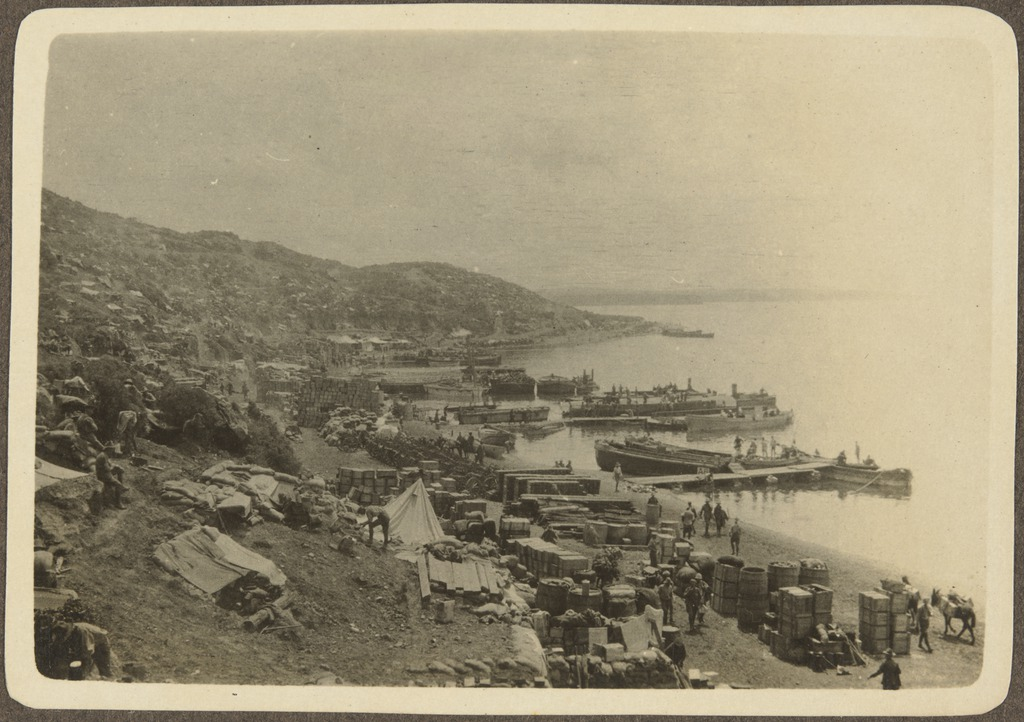
ANZAC군이 상륙할 당시의 해변

영국군은 중심이 되는 제 29사단에 5개의 별도의 상륙부대가 갈리폴리 반도의 '헬레스 곶'에 상륙하여 작전하도록 계획하였다. ANZAC 군단은 반도의 먼 북쪽 '클리드 바흐르'의 반대쪽에 있는 '가바 테페'의 북쪽해안에 상륙하기로 결정했다. (ANZAC 군단이 상륙한 이곳의 해변은 현재 ANZAC해변이라고 불린다.)
프랑스 군은 아시아 해변에 있는 '쿰 칼레'에 상륙하여 영국군 제 29사단의 후방을 엄호하기로 계획했다. 오스만 제국군을 더 복잡하게 만들기 위한 양공작전을 계획한 연합군은, 프랑스 군이 '베시카'만에서, 영국 해군사단은 반도의 목에서 공격을 하기로 했다. 터키 군을 혼동시키기 위해 해밀턴 장군은 부대들을 분할하여 어느 한 장소에서도 그들이 집중되지 않도록 하여 모든 곳에서 실패 가능성을 열어두었다. 오토 리만 폰 산더스 장군의 지휘아래 갈리폴리를 수비하고 있는 오스만 제국 제 5군은 예비대가 위험지역으로 이동하면, 역습을 실시하여 연합군들을 바다로 쓸어버린다는 계획을 가지고 있었다.

### 오스만 제국의 준비

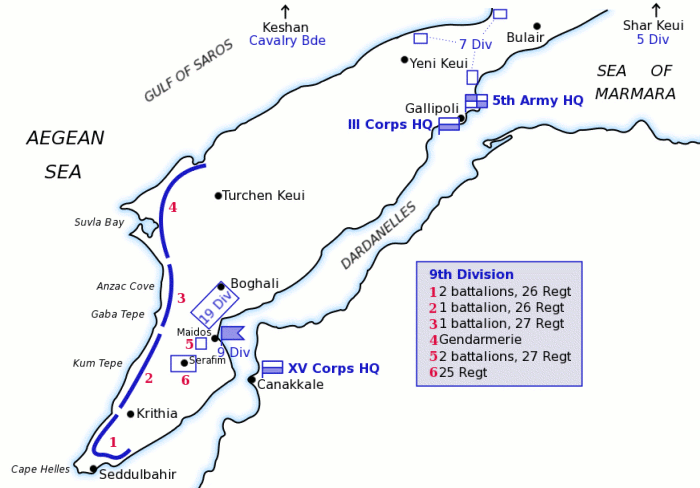
오스만 제국군의 5군 배치

다르나넬스 해협의 지형적 이점과 연합군의 잘못된 판단으로 오스만 제국은 큰 손실 없이 다르다넬스 해전을 마무리할 수 있었다. 그러나 여전히 오스만군은 연합군에 비해 훈련이 덜 되었고, 지휘체계가 통일되지 않았으며, 무기체계 또한 통일되지 않았다. 과거 영국의 총을 수입하여 사용하다가 독일의 군사고문을 받던 시기에는 독일식 소총을 사용한 까닭에 탄알의 규격 또한 맞지 않았다. 게다가 대부분의 지휘를 독일군 장교들맡아 의사소통과 지휘에 대한 문제점이 존재했다. .
다르다넬스 해협 양측에 있는 육지에 연합국이 상륙하지 못하도록 오스만군은 이 부근에 9사단의 5개 대대를 배치했다. '헬레스 곶에서부터 '가바 테페', '안작 해변'까지 이어지는 해안선에 이를 배치 했다. 갈리폴리 반도의 수비에 있어서 그들은 반도의 능선에 있는 고지를 지키는 것이 반도의 수비의 핵심이라고 생각했다. 또 발칸 전쟁 당시 불가리아에 대한 작전을 펼친 적이 있었던 '무스타파 케말'중령은 갈리폴리 반도의 지형에 밝았으며, 이를 통해 적(연합군)이 헬레스 만과 가바 테페에 상륙할 가능성이 높다고 예측했다. 또한 그는 영국군이 반도의 한 곳이 아니라, 다수의 지역에 상륙하여 사방에서 오스만 군을 흔들것이라고도 예측했었다.
산더스 또한 '가바 테페'에서 연합군이 상륙할 것이라 생각했고, 제 5군의 약 1/3을 해당지점을 방어하기 위해 배치했다. 또한 2개 사단은 갈리폴리 반도의 북쪽 끝에서 반도 아래로 향하는 보급선과 통신선을 보호하기 위해 배치했다.

### 상륙작전
1)헬레스 상륙작전(영국군)
영국군은 갈리폴리 반도의 남쪽 끝 부분이었던 헬레스 곶에 처음 상륙할 것을 계획했다. 이 작전은 영국의 29사단에 의해 수행되었다. 29사단장 소장 'Aylmer Gould Hunter-weson'은 헬레스 곶을 둘러싼는 약 5개의 지점을 선택하여 상륙지점으로 선정 후, 헬레스 곶을 포위하여 그곳을 방어하는 오스만군을 격멸하는 계획을 가졌었다. 반도의 아래쪽 부분부터 시계방향으로 S, V, W, X, Y의 지점을 선택 후 주공은 V와 W지점의 해변에 상륙한 영국군 제 86여단에 의해 시작되며 조공부대는 S, X및 Y 해변에 상륙하여 터키 군의 측방을 위협하는 전략이었다. 상륙작전과 동시에 프랑스 군은 헬레스 곶과 바다건너 마주보고 있는 '쿰 칼레'에 상륙하여 아시아 지역 요새로부터 연합군의후방을 엄호하도록 계획했다. 이후 영국군이 헬레스를 점령 후 이후 반도 위쪽으로 진격하여 ANZAC해변에 상륙한 ANZAC군과 함께 킬리드 바흐 고원을 공격하는 것이 최종작전의 목표였다.
S, X, Y해변 상륙작전

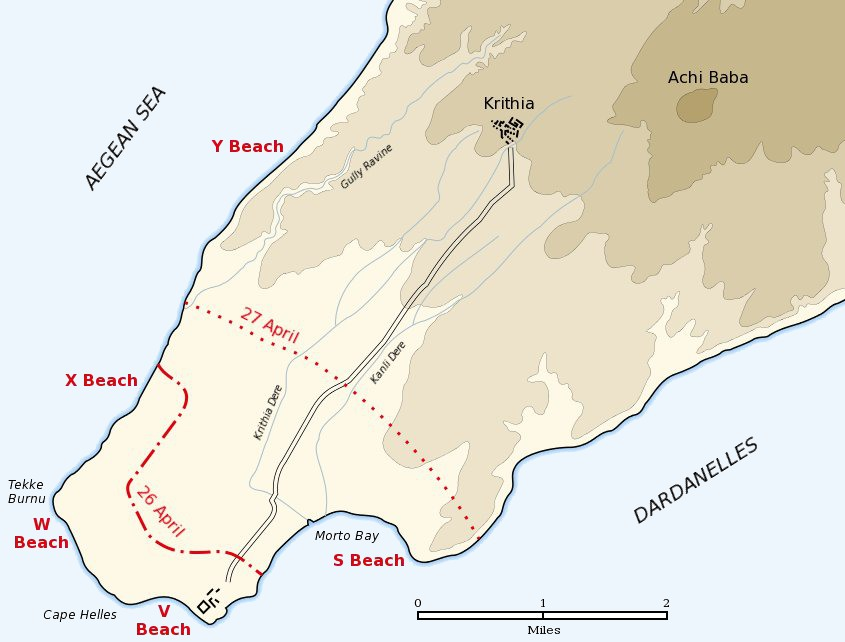
헬레스 곶 상륙작전 지도(왼쪽에서부터 S, V, W, X, Y 상륙지점이 표시되어있다.)

거의 저항없이 순조롭게 상륙하는 것에는 성공했으나, 상륙 이후 작전목적에 부합되는 공격이 이루어지지 않았음. 특히 Y해변에 도착한 부대는 오스만 제국군의 방어를 위한 증원으로 인해 전투가 혼란스럽게 진행되었다.
W, V해변 상륙작전
오스만 제국군은 이곳에 불과 2개 중대규모의 방어를 배치했기 때문에, 연합군은 큰 저항과 피해없이 상륙작전에 성공할 수 있었다.
Y해변 상륙작전
Y해변의 상륙작전은 연합군에게 매우 절망적이었다. 이곳의 오스만 제국군은 매우 용맹하게 연합군의 상륙에 저항했다. 당시 해변으로의 상륙은 큰 전함에서 소형단정에 병력들이 올라탄 후, 해변에 가까이 닿았을 때 한명의 병사가 내려서 단정의 줄을 이끌고 해변으로 직접 상륙시키는 방식으로 상륙작전이 이루어졌다. 때문에 해안의 견제사격으로인해 많은 사상자들이 나왔다. Y해변은 다른 해변과 달리 이들 소형단정이 해변에 가까워지자 수많은 소총사격이 있었다. 때문에 영국군의 완전한 상륙이 이뤄질때까지 많은 시간과 많은 사상자가 발생했다.
2)쿰칼레 작전(프랑스군)

쿰 칼레에 상륙하는 연합군

'쿰 칼레'에 상륙한 프랑스군의 목표는 오스만 제국군을 분산하는 양동작전의 수행 임무를 맡았다. 그러나 쿰 칼레는 다르다넬스 해협을 두고 갈리폴리 반도의 바다건너의 지점이었기에 연합군의 목표였던 병력분산의 양동작전의 목표는 제대로 이루어지지 못했다. 또한 이전에 프랑스 군은 상륙작전의 경험이 없었기에, 상륙 당시 미리 주둔하고 있었던 오스만 군에게 많은 피해를 입고 그대로 후퇴하였다.

3)ANZAC해변 상륙작전(ANZAC)

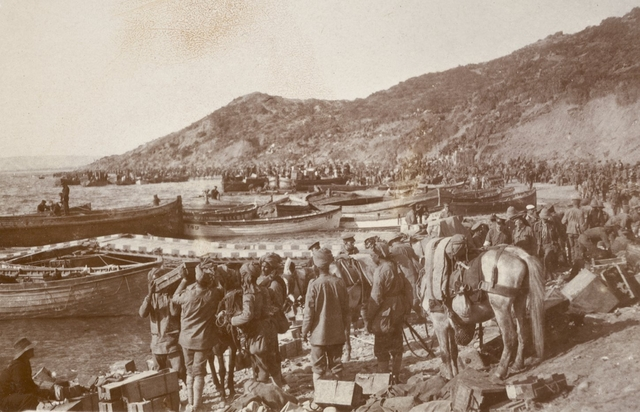
안작해변(만)

기존 작전에서 ANZAC은 에게해의 '가바 테페'지역의 북쪽에 상륙할 예정이었다. 가바 테페 지역으로의 상륙은 해안에서 킬리드의 오스만 군대를 차단함과 동시에, 오스만 군의 증원군이 영국군이 상륙해있는 헬레스 곶으로의 증원군을 보내는 것을 차단할 수 있는 전략적 요충지였다.
상륙을 할당받은 버드우드의 부대(호주 제 1사단)는 남쪽의 오스만 군대와 본부의 통신선을 끊기위해 상륙하여 내륙 쪽으로 진격하는 임무를 받았다. 호주 제 1사단이 가장 먼저 상륙하고, 제 3보병여단이 내륙으로 이동해 진지를 구축했다. 제 2보병여단은 '사리 바이어'고지대를 전투를 통해 점령했다. 제 1보병여단은 예비군으로 편성되어 가장 마지막에 상륙하였다.
4월 24일 오전 2시, 아리부르누의 언덕에서 해안을 관찰하던 오스만 군은 지평선 너머의 수많은 배를 확인했다. 그러나 오전 3시경에는 달빛이 가려지며 육안으로 확인이 어려워 수많은 배가 상륙작전을 수행하는 것인지 단순히 기동하는 것인지 정확한 판단이 어려웠다. 오전 6시경 포격소리가 울렸다. 그러나 총 지휘관 산더스는 본부를 떠나 다른 곳에 있었으며, 그의 부재로 인해 부하들에게 명확한 지시가 떨어지지 않았고, 상륙을 위한 포격에 대한 방어가 제대로 이루어지지 못했다.

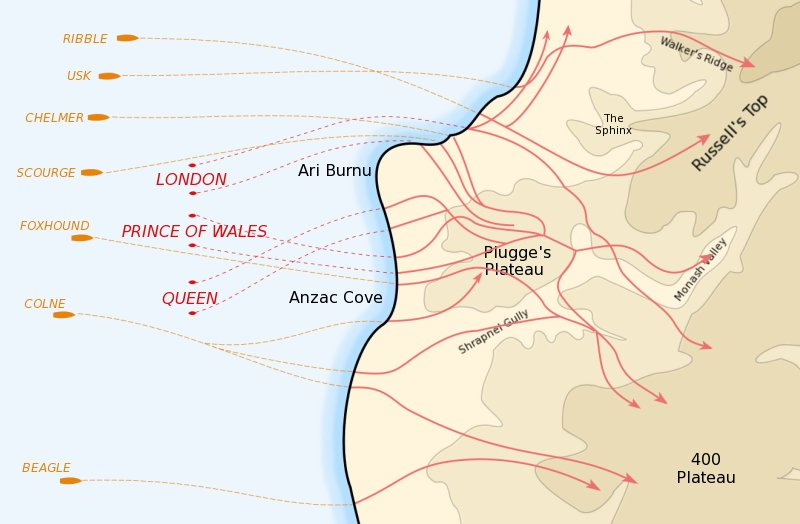
1915년 4월 25일에 안작해변으로 상륙하는 전함

4월 25일 오전 4시, 제 3여단의 일부 병력이 배를타고 해안으로 이동했다. 이 엄호부대는 항해 오류로 인해 기존의 상륙 계획지점이었던 '아리 부르누' 보다 약 2km 북쪽으로 떨어진 ANZAC해변에 상륙했다. 기존의 상륙계획 지점이었던 아리 부르누보다 해변이 가팔라 상륙에 어려움을 느꼈다. 또한 기존의 상륙지점이 아닌 다른 곳에서 상륙하여 이후 작전을 수행하는데 있어 익숙하지 않은 지형과 정확하지 못한 지도는 호주군의 차후 작전 수행에 어려움을 갖게 했다. 가파른 계곡과 울창한 삼림은 호주군의 진격과 부대 건제를 갖춘 여건을 힘들게하였고 그들을 소그룹으로 나누게 만들었다.

## 지상작전(갈리폴리 반도)

### 1915년 4월

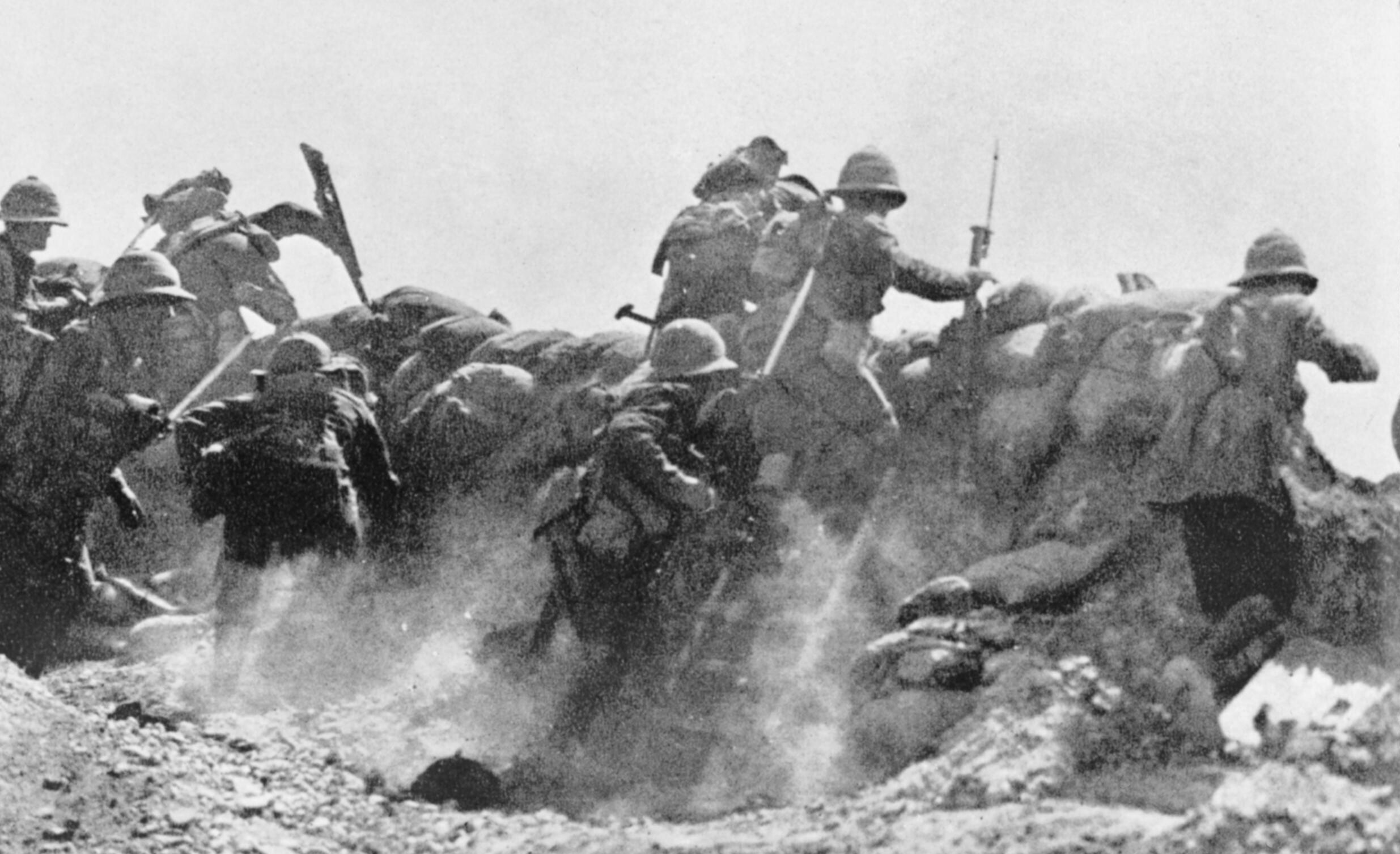
크리티아 전투

4월 27일 오후, 제 5사단의 6개 대대에 의해 증강된 19사단은 ANZAC해변에서 연합군에 반격했다. 해군의 포격지원과 함께 연합군은 밤을새며 오스만군을 막았다. 다음날 영국군은 갈리폴리 반도와 바다를 놓고 반대편에 있는 '쿰 칼레'에서 프랑스군과 합류했다. 4월 28일 연합군은 마을을 점령하기 위해 '크리티아'에서 첫 번째 전투를 벌였다.
갈리폴리 상륙 후 지상작전 초기에 론 파인 주변에서 전투가 시작되었다. 1915년 4월 25일 ANZAC군이 안작해변에 상륙한 첫날 오전 7시경 호주군은 론 파인으로 진격하여 오스만군의 포병대를 공격하였다. 이후 오스만군은 남서쪽 능선으로 철수하였으나 이후 오스만군 27연대가 남동쪽에서 론 파인을 향해 반격을 시작하자 ANZAC연합군은 후퇴했다. 이에 400고지의 탈환을 목표로 6개의 대대를 편성한 오스만군은 ANZAC군을 론 파인에서 '가바 테베' 지역까지 밀어붙였다. 많은 사상자를 낸 ANZAC군은 북쪽의 론 파인에서 철수해 방어진지를 구축했다. 이후 뉴질랜드에서 지원군이 나오자 오후에 두 번째 오스만군의 77연대가 도착해 반격이 둔화되기 전까지 격렬한 백병전이 계속되었다. 이후 어느 한쪽도 더 전진할 수 없는 참호전이 론 파인 전역에서 펼쳐졌다.

### 1915년 5월
5월 5일(헬레스 공격), 영국의 제 42 보병사단이 이집트에서 파견되었다. 안작 전선이 비교적 다른 전역보다 안정적이라는 판단하에, 해밀턴 장군은 호주 2사단의 여단과 호주 보병여단을 20문의 호주 야포와 함께 제 2차 크리티아 전투를 위한 예비군으로 정해 헬레스 전선으로 이동시켰다. 약 2만여명의 병력을 포함한 전투는 헬레스에서 벌어진 총공격으로, 주간에 진행되기로 계획되어있었다. 전투를 위해 프랑스 군대는 '케레베스 데레'를 점령하고 영국, 호주, 뉴질랜드 군은 크리티아와 '아치 바바'를 전투구역으로 할당받아 준비했다. 5월 6일, 포를 통한 화력전개의 30분 후,영국, 프랑스 연합군은 요새화되고, 깊은 골짜기로 분리된 크리티아와 '케레베스 스퍼스'를 따라 진군했다. 그러나 낯설고 힘든 지형은 그들이 제대로된 대형을 갖추기 힘들게 만들었다. 또한 오스만군 전초기지의 포격화력, 기관총 화력은 그들의 공격을 중단시켰고, 공격이 중단된 다음날, 오스만 군은 증원된 군과 함께 진격했다. 이 공격은 5월 7일까지 계속되었고, 뉴질랜드의 4개 대대는 크리티아를 공격했다. 늦은 오후, 호주의 제 2여단은 공터를 넘어 영국 전선으로 빠르게 진격했다 소규모 무기 및 포격 속에서 여단은 크리티아를 향해 돌격하였지만, 목표보다 약 400m부족한 지역을 점령하였다. 이 과정에서 약 1000여명의 사상자가 발생했다. 비록 목표치에는 도달하지 못하였지만, 뉴질랜드 군은 계속해서 진군하여 호주군과 조우할 수 있었다.

### 5월 19일(안작 공격)

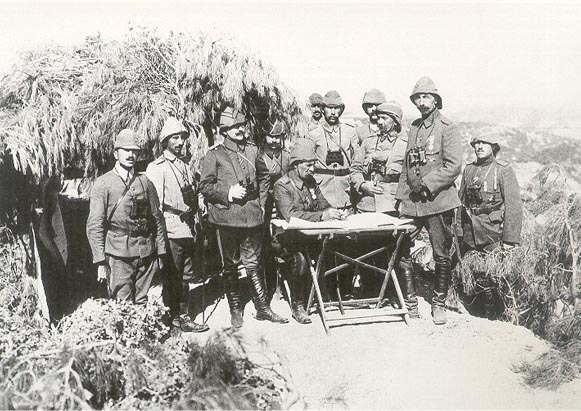
작전 명령 중인 Esat pasha

42,000명의 오스만 군이 17,000명의 호주, 뉴질랜드 군을 다시 안작 해변으로 밀어내기 위해 공격했다. 탄약이 부족했던 오스만군은 기습과 병력의 수를 통해 극복하려했으나, 영국 항공기가 오스만군의 전투 준비를 발견했고, 기습의 이점을 사용할 수 없었던 오스만군은 13,000명의 사상자가 발생했고, 그 중 3,000명은 전사했다. 반면에 ANZAC군은 160명 사망, 468명 부상에 그쳤다. 오스만군의 피해가 너무 심각했기에, 5월 24일, 오브리 히버트를 비롯한 이들은 잠깐의 휴전을 제의했는데, 전투에서 희생된 이들의 시신을 묻기 위함이었다. 이는 마치 1914년 서부 전선의 크리스마스 휴전처럼 양군 간의 동의하에 이루어졌다. 그러나 휴전은 더 이상 없었다.
영국은 해전에서 굉장한 군사력을 가지고 있었다. 5월 13일, 영국해군은 HMS Goliath을 이용하여 Muâvenet-i Millîye를 격침시키는데, 이 과정에서 750명의 승조원 중 570명이 사망했고, 함장도 이에 포함되었다. 한편 독일 잠수함 U-21은 25일에 영국의 HMS Triumph를 그리고 27일에는 HMS Majestic을 격침시켰다. 이에 영국은 더 많은 정찰기를 파견하여 순찰비행을 했고 U-21은 해당 작전지역을 벗어나게 되었다.
한편 오스만군은 지속적으로 소총 총알과 포탄이 부족했다. 그들은 5월에서 6월 첫째주간 약 18,000발의 포탄밖에 사용하지 못했다. 군수품 보급이 공격을 따라가지 못하자 오스만군은 5월의 안작공격 실패 후 정면공격을 중단했다. 대신에 퀸스 초소주변에 터널을 파고 지뢰를 심는 등의 공격을 통해 ANZAC군에 맞섰다.

### 1915년 6월~ 7월
헬레스 지역

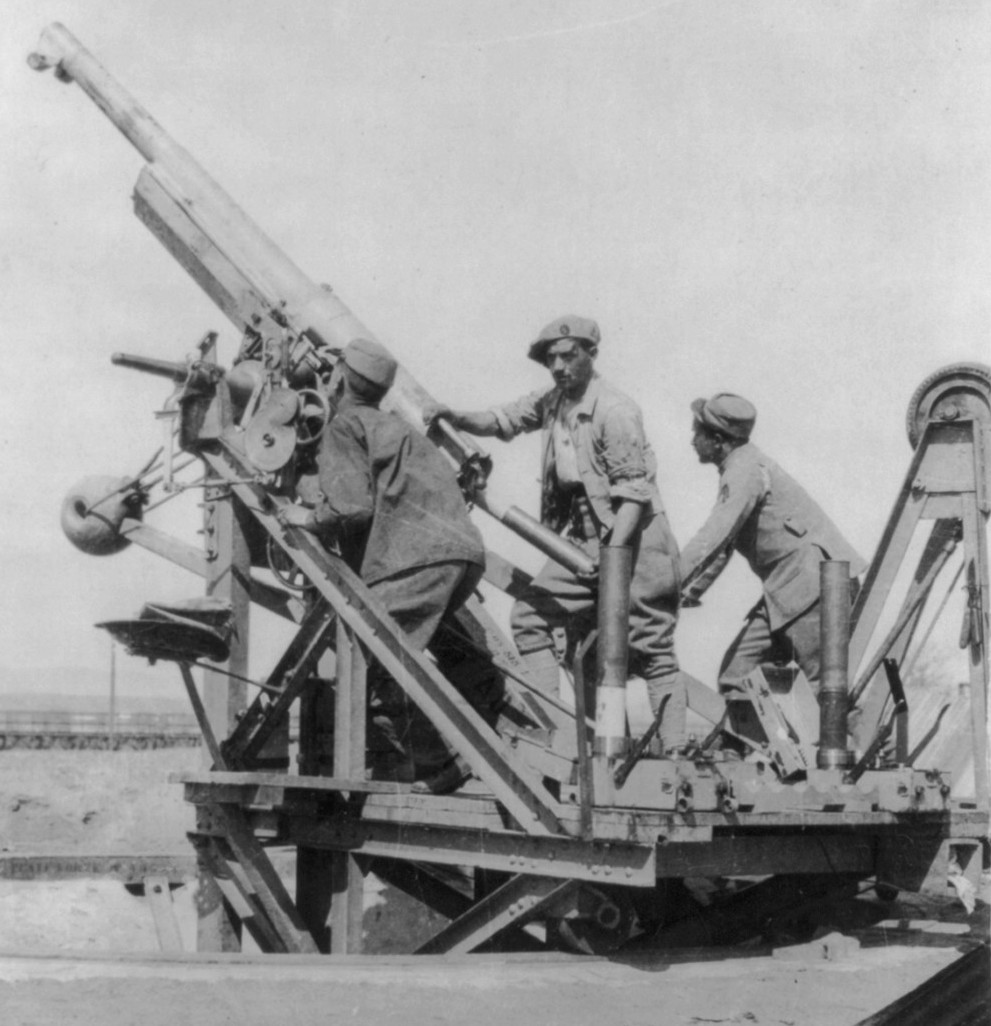
75mm포를 운용하는 프랑스

연합군, 오스만군이 광범위하게 자리잡은 헬레스 지역에서 연합군은 6월 4일에 29보병사단, 영국왕립해군사단, 42보병사단 및 2개의 프랑스 사단과 함께 크리티아에서의 3차 전투를 수행했다. 주 공격이었던 중앙 42사단의 공격 성공이 있었으나, 나머지 왕립해병사단, 29사단의 공격이 실패하고 막대한 사상자가 발생하였다. 오스만군 또한 큰 피해를 입어 연합군은 이를 추격하여 격멸하려했으나, 프랑스군의 작전지속능력이 제한된다고 판단하여 추가적인 공격은 없었다. 이 전투는 끔찍한 참호전으로 사상자는 양측의 25%였다. 영국군은 20,000명에서 4,500여명을 잃었고, 프랑스군은 10,000명 중 2,000명의 사상자가, 그리고 오스만군은 9000여명의 사상자가 발생했다. 3차 크리티아 전투가 끝나고, 연합군의 돌파가능성은 더 이상 보이지 않았다.

### 1915년 8월/론 파인 전투

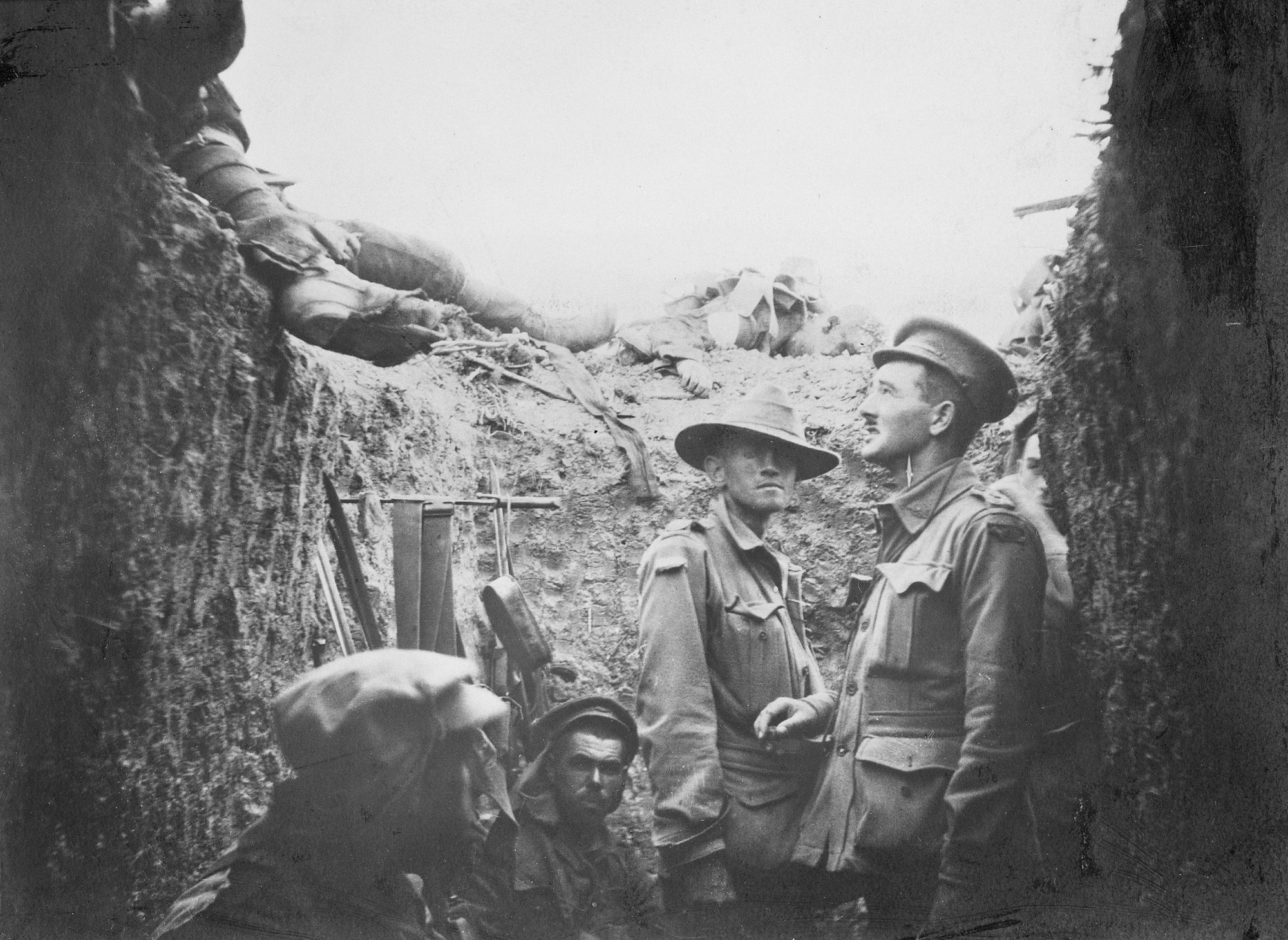
전투 후 론 파인 참호의 모습

연합군이 크리티아를 점령하는데 실패하며 헬레스 전선에서의 진전을 보이지 못하자 해밀턴 장군은 '사리 바이어'전투를 통해 언덕을 확보함과 동시에 '추눅 바이어'에서 971고지를 점령하기 위한 계획을 세웠다. 당시 전투 이전에 연합군, 오스만군 모두 증강되어 각각 15개사단으로, 16개의 사단으로 병력이 증강되었다. 연합군은 안작지점의 북쪽으로 약 8.0km떨어진 곳에서 9군단의 2개 보병사단을 상륙시키고, 북서쪽에서 바로 '사리 바이어'로 진격시킬 계획이었다. 한편 ANZAC에서는 북쪽지형을 통해 전진하여 사리 바이어 지역에 대한 공격을 계획했다. 영,프군 연합군이 추눅 바이어 지역의 공격을 수행하는 한편, 뉴질랜드 보병 여단은 추눅 바이어의 정상에 대한 공격을, 971고지는 인도 29여단과 호주 제 4보병여단이 공세할 계획이었다. 공세는 8월 6일 저녁에 전개되었다.
한편 뉴질랜드 보병 여단은 8월 7일 새벽에, '추눅 바이어'의 정상 근천에 도달했지만, 정상을 점령할 수 없었다. 8월 7일 아침, 호주 제 3 경마 여단은 오스만군의 방어선 후방에 대해 좁은 전선을 집중적으로 공격했는데, 동시에 뉴질랜드의 추눅 바이어 공격도 이루어졌다. 그러나 이 공격은 큰 대가만을 남기고 실패했으며, 목표였던 971고지를 담당한 호주 제 4보병여단과 인도 29여단은 어둠으로 인해 진격방향을 잃은채 공격이 적기에 진행되지 않았다. 다시 공격을 재개하려했으나, 오스만 군에 의해 너무나도 쉽게 그들은 격퇴되었고 연합군은 엄청난 피해를 입었다. 전투 후 남은 연합군은 추눅 바이어에서 구출되기를 기다리며 약 이틀을 버텼으나, 케말 중령이 이끄는 오스만군은 고지를 점령 후 그들을 소탕했다. 오스만군이 971고지를 완전히 탈환하면서 연합군의 승리의 가능성은 점점 더 낮아지게 되었다.

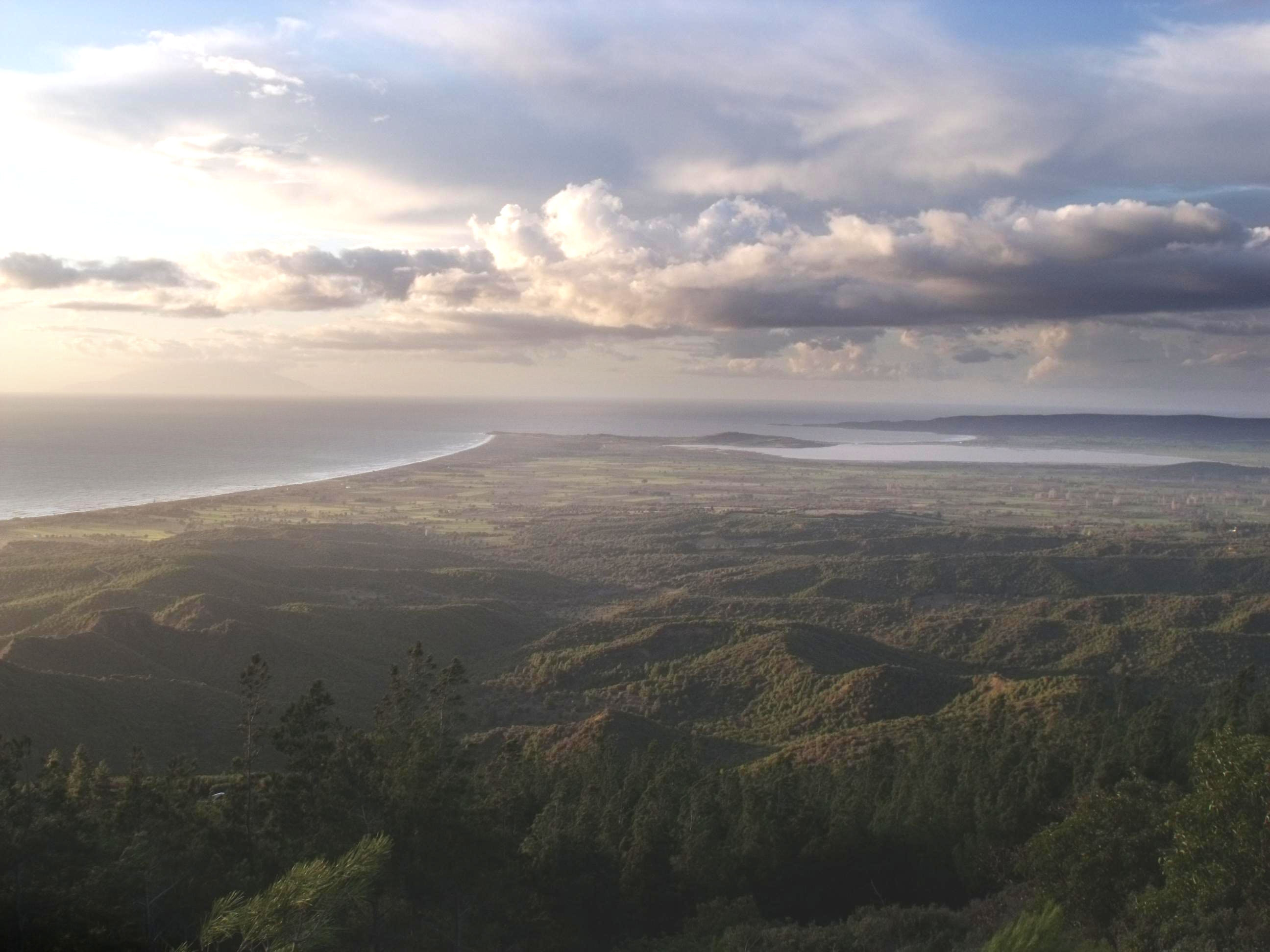
1915년 수블라 만

'수블라만 상륙'은 8월 6일에 이루어졌다. 이 상륙작전은 영국이 갈리폴리 전투의 교착 상태를 타파하고했던 영국군의 시도였다. 이 작전의 사령관이었던 '프레더릭 스톱포드'장군은 초기에 제한적으로 목표를 설정했으며 실제로는 수블라 해변보다 조금 더 많은 곳만을 점령할 수 있었다. 오스만군은 '아나파르타 언덕'을 점령함으로써 영국군의 상륙과 내륙으로의 진격을 저지했다. 이후 8월 7일에 도착한 아일랜드의 10사단, 8일에 상륙한 웨일스의 제 53보병사단, 10일에 도착한 영국의 제 54보병사단은 아나파르타 평원을 건너 '카박 테페', '테케 테페'지역을 공격했다. 그러나 공격은 실패했고 해밀턴 장군은 수블라 만의 지역과 안작 지역의 대피를 고려했다.

## 철수
8월 공세의 실패 이후 갈리폴리 전역은 고립되었다. 오스만의 성공은 기자들에 의해 해밀턴의 성과에 대한 비판이 언급되면서 영국의 여론에 영향을 미치기 시작했다 . 더 이상의 성과 없이 지속적으로 희생만이 커지자, 1915년 10월 11일 철수 가능성이 제기되었습니다. 해밀턴은 영국의 위신이 손상될 것을 두려워하여 제안에 저항했지만 보직해임되었고 찰스 중장으로 교체되었다. 가을과 겨울은 더위를 식힐 수 있었지만 강풍, 눈보라는 군을 추위에 떨게하며 동상에 걸리게 만들었다. 한편, 1915년 가을 세르비아전역에서 세르비아가 패배하자 프랑스와 영국은 군대를 갈리폴리 전역에서 그리스 마케도니아로 이전했다.

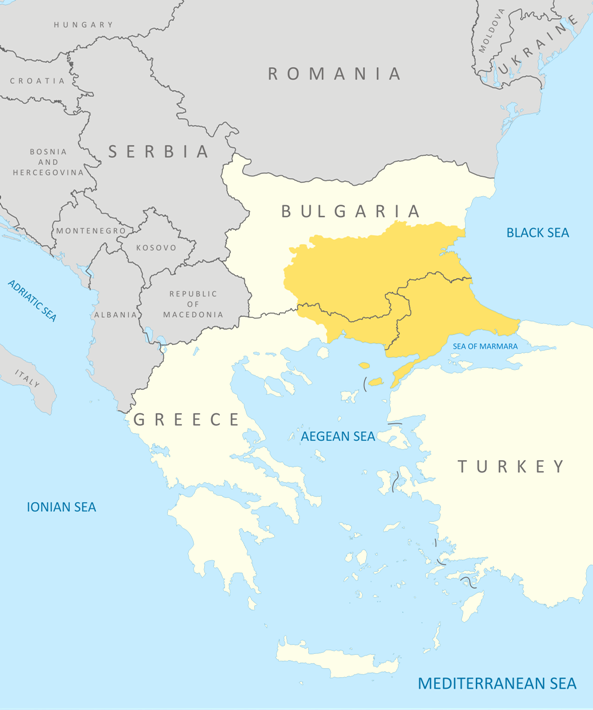
불가리아가 독일, 오스트리아 군에 가담하는 대가로 협상한 트라키아 지역

갈리폴리 전역의 상황은 불가리아가 중앙 강대국에 합류하면서 복잡해졌다. 불가리아는 지정학적으로 오스만 제국의 후방을 공격할 수 있는 위치였기에, 영국은 불가리아에게 연합국에 들어올 것을 제안했다. 불가리아는 1차 세계대전 시작 이후 지속적으로 중립을 유지했다. 러시아, 독일 그 어느 국가와도 유대가 깊지 않았던과 동시에 한 해전에 끝났던 발칸 전쟁의 피해가 아직도 누적되어있었기 때문이다. 영국은 불가리아에게 오스만 제국을 공격하면 투르크의 유럽지역인 '트라키아'를 약속했다 그러나 불가리아는 이 기회를 통해 마케도니아 지역 모두를 되찾겠다는 전략을 가지고 있었다. 연합국측이 불가리아에게 도움을 요청하는 한편, 독일과 오스트리아도 불가리아에게 손을 내밀었다. 독일은 불가리아에게 당시 세르비아와 그리스가 차지하고 있던 마케도니아 영토 전부를 줄 것을 약속했다. 이에 불가리아는 오스만 제국의 트라키아 땅까지 추가로 협상하여 가져옴으로써 독일, 오스트리아의 편에 서게 되었다.
1915년 10월 초 영국과 프랑스는 그리스 살로니카의 지중해를 확보하고 2개의 사단을 갈리폴리로 이동시켰다. 불가리아를 통해 독일과 오스만 제국 사이의 육로 열렸으며 가 통과하는 독일과 오스만 제국 사이의 육로가 열렸고, 독일군은 연합군이 참호를 파괴할 수 있는 중포와 현대식 항공기 및 숙련된 승무원을 준비하며 오스만군을 재정비했다.  11월 말, 독일 알바트로스의 오스만 승무원이 가바 테페와 오스트리아-헝가리의 상공에서 프랑스 항공기를 격추했다. 헬레스에서 제8군단, 수블라와 안작에서 제9군단의 지휘관들과 상의한 후, 키치너는 몬로의 의견에 동의하여 12월 초에 영국 내각에 피난 결정을 승인했다.

사람이 살지 않는 좁은 땅과 겨울 날씨로 인해 배를 타는 동안 많은 사상자가 예상되었다. 수블라의 폭우는 3일 동안 지속되었고 12월 초에 눈보라가 발생했다. 비로 참호가 침수되고, 군인들이 익사하고, 매장되지 않은 시신들이 전선으로 빨려들어갔다. 수블라와 안작은 12월 말에 철수할 예정이었고, 12월 20일 동트기 전에 떠나는 마지막 부대였다. 12월 7일 이후 병력 수는 서서히 줄어들었고, '윌리엄 스커리'의 자동소총과 같이 방아쇠에 달린 냄비에 물을 떨어뜨려 발사하도록 만든 장치와 계획이 영프연합군의 출발을 위장하는 데 사용되었다. 안작 해변에서 군대는 한 시간 이상 침묵을 지켰고, 호기심 많은 오스만 군대가 참호를 조사하고, 안작해변에 포격을 시작했다. 이 사건은 오스만 제국군이 실제로 철수했을 때 조사하는 것을 성공적으로 단념시켰다. '네크' 강에서 지뢰가 폭발하여 70명의 오스만 군인이 사망했다. 마지막 날 밤, 호주군은 사상자가 발생하지 않았지만, 많은 양의 보급품과 식료품들이 오스만 제국의 손에 넘어갔다.
헬레스에서의 진영은 일정 기간 동안 유지되었지만 12월 28일 철수하기로 결정했다. 안작 해변에서 철수한 것과 달리, 오스만 군은 철수의 조짐을 찾고 있었다. 1916년 1월 7일, 샌더스 장군은 영국군을 향해 보병과 포병을 동원하여 공격을 개시했지만, 실패로 끝났다. 지뢰는 시한폭탄 장치와 함께 매장되어 있었으며, 1월 7일과 8일 밤 해군의 폭격으로 영국군은 전선에서 해변까지 8km 후퇴하기 시작했다. 마지막 영국군은 1916년 1월 8일 4시경 랭커셔에서 출발했다. 뉴펀들랜드 연대는 후위대의 일부였고 1916년 1월 9일 철수했다. 최초로 상륙했던 영국 왕립 해병대 경보병대대의 잔존 병력은 반도를 마지막으로 떠났다.
최대 30,000명의 사상자가 발생할 것이라는 예상에도 불구하고, 35,268명의 병력, 3,689명의 말과 노새, 127문의 대포, 328대의 차량, 1600톤의 장비가 전쟁으로 인해 파괴되었다. 안작의 경우, 파괴된 15개의 영국군 포병과 프랑스군의 많은 양의 보급품, 총차, 탄약이 남겨져 있었다. 한 선원이 조기에 폭발한 잡지의 파편에 맞아 사망했고 라이터와 피켓보트가 유실됐다. 동틀 무렵 결국 오스만군은 헬레스를 탈환했다. 작전의 마지막 날, 독일-오스만 전투기 편대에 의해 오스만 제국의 방공망이 강화되었고, 헬레스가 철수한 지 며칠 후에 3대의 방공포가 2대의 RNAS 항공기를 격추시켜 영국군의 첫 비행 손실을 입혔다.

## 갈리폴리 전역에서의 함선, 배
이리지스터블(HMS-irresistible): 만재배수량 1만톤, 305mm 주포 4문, 152mm부포 12문, 76mm 16문 탑

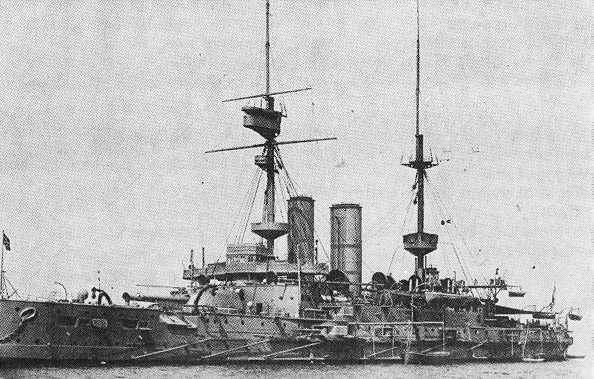
HMS_irresistible

오션(HMS-Ocean): 만재배수량 1만 3000천톤, 305mm주포와 152mm의 부포를 탑재.

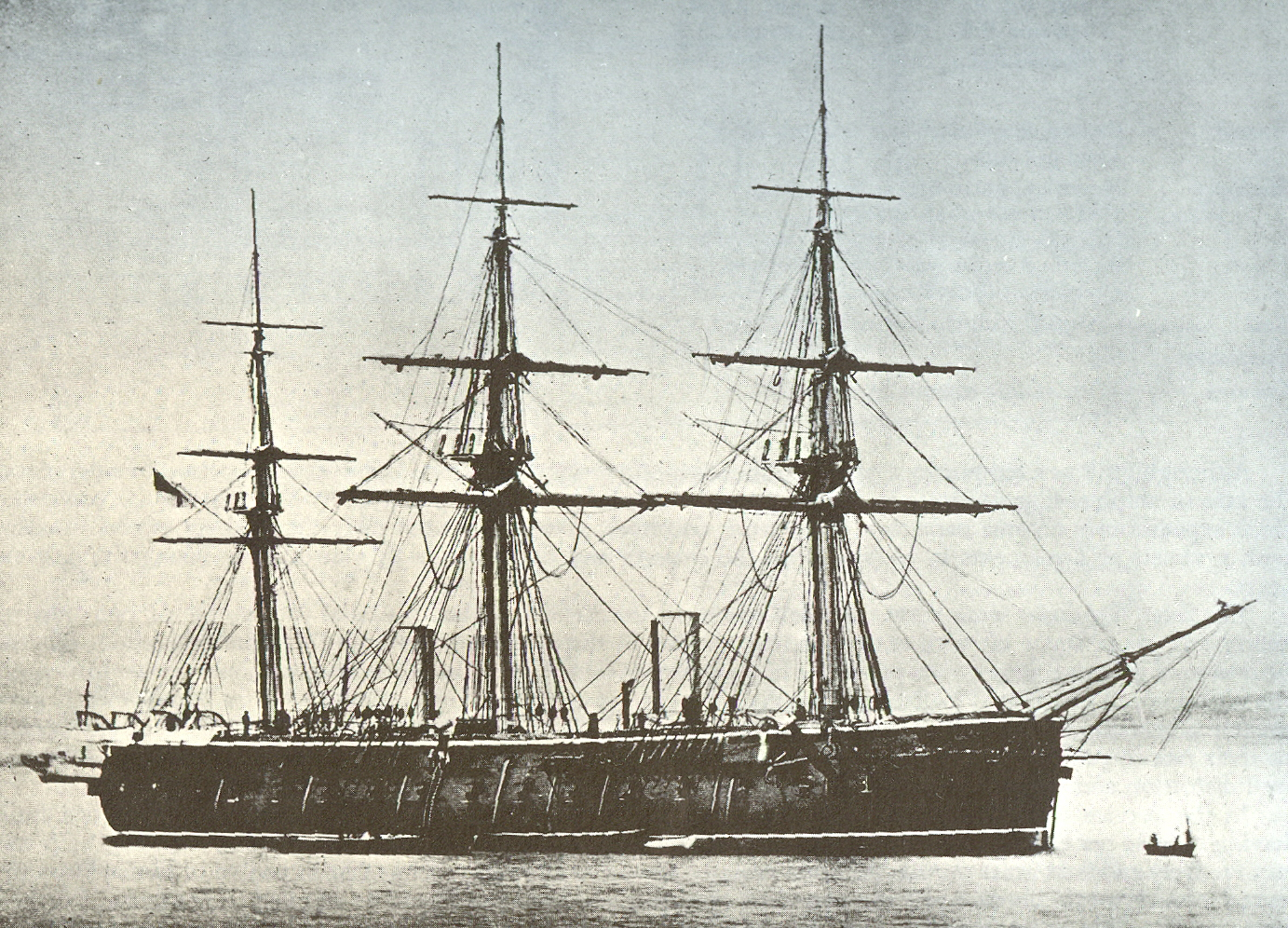
HMS_Ocean

인플렉서블(Inflexible): 만재배수량 2만톤, 305mm 주포 6문, 102mm 부포 16문을 탑재.

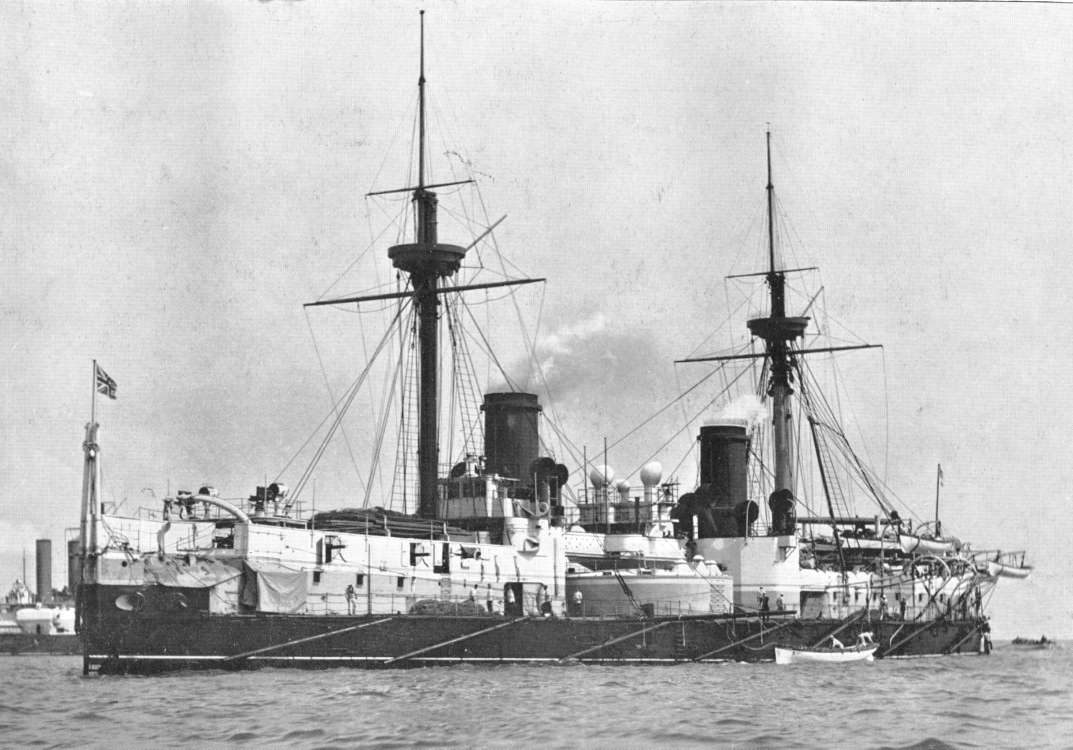
HMS_Inflexible

부베(boubet): 만재배수량 1만 3000톤, 305mm 2문, 274mm 2문 138mm 8문, 100mm 8문 탑재.

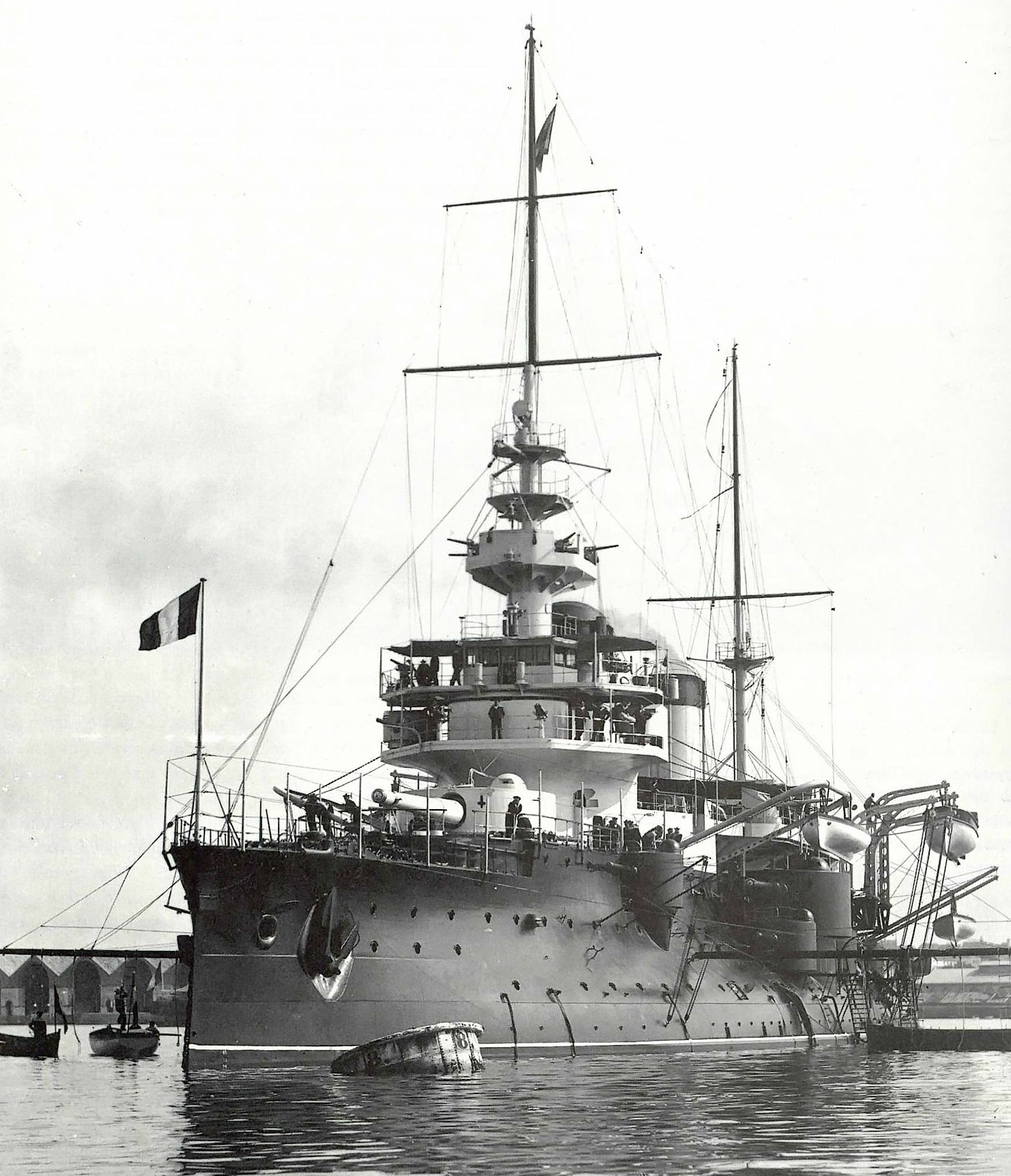
Boubet 프랑스의 전함

괴벤(SMS Goeben): 독일의 순양함으로, 만재배수량 2만5천톤, 280mm 10문, 150mm 12문 탑재.

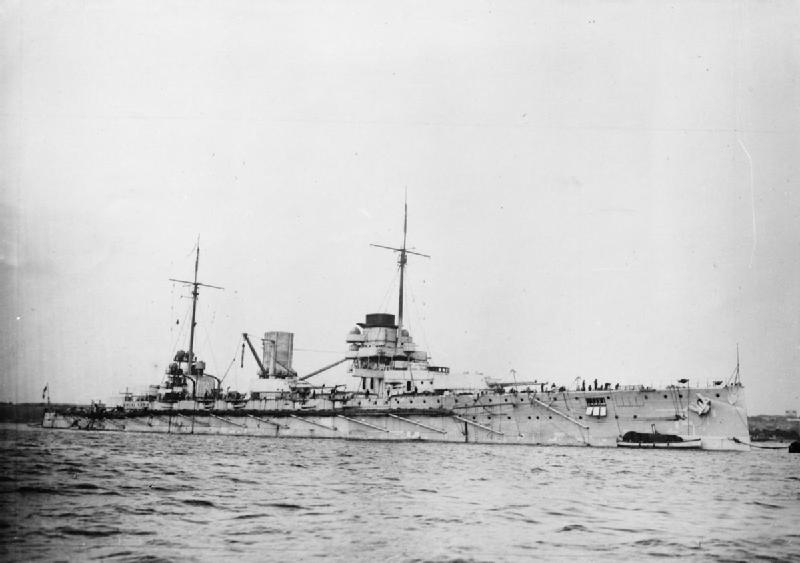
SMS Goeben

술탄히사르(터키): 오스만 해군의 어뢰정, 전함이 아닌 보트급

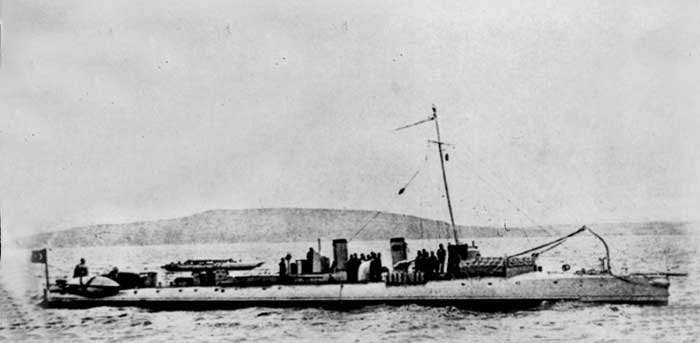
sultanhisar

## 관련된 기념일, 기념장소
안작데이(ANZAC day): 매년 4월 25일 갈리폴리 전투에서 전사한 호주, 뉴질랜드 군인들을 기리는 날.

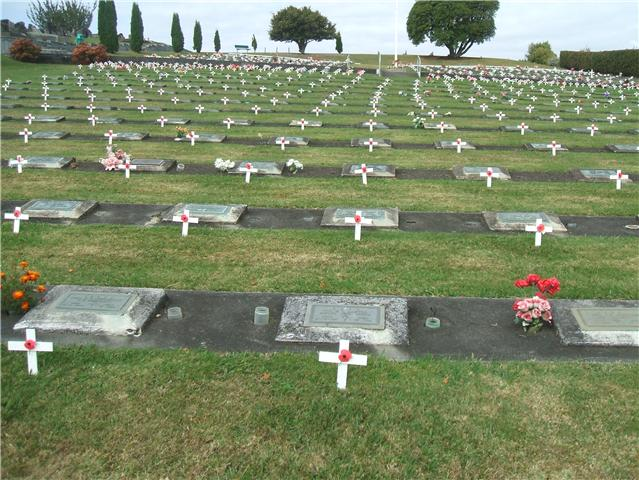
Anzac day

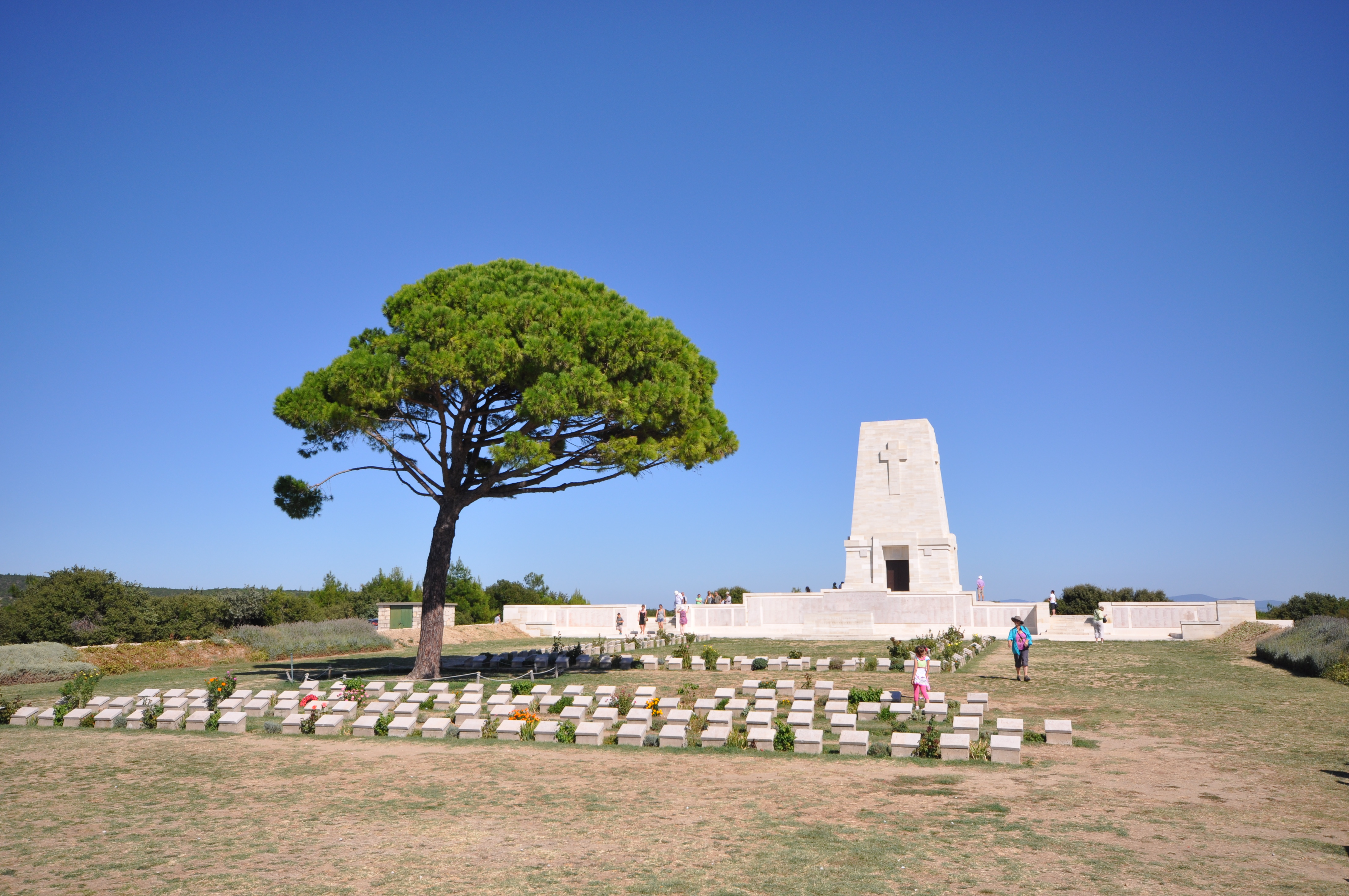
론 파인 전사자 기념공원

론 파인: 전사자들의 합동묘가 있는 곳.

## 참고 문헌
- 매슈 휴스 지음, 나종남, 정상협 옮김, 《지도로 보는 세계전쟁사 제 1차 세계대전》, 생각의 나무, 2008년
- 피터 하트 지음, 정재면 옮김, 《더 그레이트 워, 제 1차 세계대전사》, 관악출판사, 2014년
- 황수현 지음, 《독일제국과 제 1차 세계대전의 기원》, 좋은땅, 2016
- Carlyon Les, 《Gallipoli》,Pan Macmillan, 2010년

## 관련 논문
- 이내주, 〈처칠, 키치너, 그리고 해밀턴의 삼중주?―1915년 영국군 갈리폴리 원정 실패 책임을 중심으로―〉, 《영국 연구》 20, 영국사학회, 2008년 12월
- ―, 〈영국 갈리폴리 원정 작전(1915년)의 패인(敗因)고찰- 영국군 수뇌부의 제국주의적 시각과 터키군의 실상(實狀)을 중심으로-〉, 《군사(軍史)》 88,  국방부 군사편찬연구소, 2013년 9월

## 같이 보기
- 제 1차 세계대전
- 삼국협상
- 삼국동맹
- 오스만 제국
- 케말 파샤
- 윈스턴 처칠